# Hormigos (kommun)
Hormigos är en kommun i Spanien.   Den ligger i provinsen Toledo och regionen Kastilien-La Mancha, i den centrala delen av landet, 70 km sydväst om huvudstaden Madrid. Antalet invånare är 834.